# FA Community Shield
Lo FA Community Shield (in italiano Scudo della Comunità), è la Supercoppa d'Inghilterra, noto fino al 2002 come FA Charity Shield (in italiano Scudo della Carità); è un trofeo calcistico inglese che mette di fronte la squadra vincitrice della Premier League a quella della FA Cup.
Il tradizionale terreno della competizione è lo stadio londinese di Wembley, che l'ha ospitata dalla prima edizione del 1908. Dal 2001 al 2006, durante la ricostruzione di Wembley, la sfida si è tenuta al Millennium Stadium di Cardiff, in Galles, mentre nel 2012 si è svolta, in via del tutto eccezionale, al Villa Park di Birmingham, stante l'indisponibilità dell'impianto londinese, dove si sono tenuti alcuni match del torneo di calcio delle Olimpiadi. La centesima edizione del torneo del 2022 è stata disputata al King Power Stadium di Leicester per permettere lo svolgimento della finale degli europei femminili, già programmata in precedenza, a Wembley.

## Storia
L'antesignano del Charity Shield fu lo Sheriff of London Charity Shield, competizione che dal 1898 al 1905 mise di fronte la miglior squadra professionistica inglese alla miglior squadra amatoriale. Il nome viene dal fatto che i proventi dell'incontro venivano dati in beneficenza a ospedali ed enti assistenziali scelti dai club partecipanti. Questa pratica è stata poi ripetuta fino al 2002.
Il Football Association Charity Shield fu introdotto nel 1908 per rimpiazzare il torneo precedente; il nuovo format vedeva i campioni della Football League First Division giocare contro i campioni della Southern League: il primo incontro fu tra il Manchester United (campione della First Division) contro il Queens Park Rangers (campioni della Southern League): il risultato fu 1–1, e così il match fu ripetuto, e vide la vittoria dello United per 4–0. Si tratta dell'unico Charity Shield attribuito dopo la ripetizione della gara.
Il formato della competizione variò nel corso degli anni: nel 1913 lo Shield fu conteso tra Amatori e Professionisti, mentre nel 1921 ci fu per la prima volta la sfida tra i vincitori della Football League e quelli della FA Cup. Negli anni '20 ci furono altri incontri tra Amatori e Professionisti, e nel 1927 i Professionisti furono rappresentati da detentori della FA Cup, il Cardiff City, e gli amatori dal Corinthian.
Nel 1930 tornò la sfida tra i vincitori della Football League e quelli della FA Cup e, con poche eccezioni, questo formato è rimasto fino ai giorni nostri. Eccezioni degne di nota sono quelle del 1950, che vide la sfida tra la squadra inglese convocata per i mondiali del Brasile e una squadra della Football Association reduce da un tour in Canada e quella del 1961, quando il Tottenham, il primo team del XX secolo a ottenere il Double dopo l'Aston Villa nel 1897, giocò contro una rappresentativa della Football Association, vincendo per 3 a 2.
Dal 1959 la partita viene disputata all'inizio della stagione, lasciando aperta la questione se lo Shield debba essere conteso nel caso in cui la stessa squadra vinca il campionato e la FA Cup. Nel 1971 l'Arsenal diventò la seconda compagine a vincere il Double dalla fondazione del torneo, ma, dovendo disputare degli incontri già fissati, non vi poté partecipare. Il Leicester City fu invitato da campione della Division Two a giocare contro i secondi della FA Cup, il Liverpool, e riuscirono a vincere il trofeo senza aver mai vinto prima né la Lega né la coppa. Nel 1972 i campioni del Derby County e i vincitori della FA, il Leeds United, decisero di non prendere parte al Charity Shield, e così il Manchester City - terminato al quarto posto in First Division - e i campioni della Third Division, l'Aston Villa, furono invitati a giocare: vinse il Manchester City per 1–0.
Nel 1974 l'allora segretario della Football Association, Ted Croker, fissò il format attuale che vede il match da disputarsi allo Wembley Stadium tra i campioni in carica e i vincitori della FA Cup.
Dal 1949 al 1992 le squadre che terminavano il match in parità condividevano il trofeo, che veniva custodito per sei mesi nella sede di una società e sei mesi in quella dell'altra. I Wolverhampton Wanderers hanno vinto la competizione in 4 edizioni, condividendola per 3 volte. Nel 1993 furono reintrodotti i calci di rigore per sbloccare gli incontri terminati in parità.
Nel 2002 la Charity Commission scoprì che la Football Association non aveva adempiuto ai propri doveri caritatevoli, non essendo riuscita a specificare la parte dei fondi derivanti dalla vendita dei biglietti da devolvere in beneficenza, oltre ad aver ritardato i pagamenti alle istituzioni scelte. Per questa ragione la competizione fu rinominata Community Shield. L'Arsenal è stato il primo club a vincere il ridenominato Community Shield con una vittoria per 1-0 sul Liverpool.

## Albo d'oro
| Edizione | Vincitore (volta)                   | Data         | Campione d'Inghilterra       | Finalista                | Risultato       | Sede                             | Spettatori |
| -------- | ----------------------------------- | ------------ | ---------------------------- | ------------------------ | --------------- | -------------------------------- | ---------- |
| 1908     | Manchester Utd (1)                  | 27 aprile    | Manchester Utd               | QPR                      | 1 - 1           | Londra - Stamford Bridge         | 6.000      |
| 1908     | Manchester Utd (1)                  | 29 agosto    | Manchester Utd               | QPR                      | 4 - 0           | Londra - Stamford Bridge         | 50.000     |
| 1909     | Newcastle Utd (1)                   | 28 aprile    | Newcastle Utd                | Northampton Town         | 2 - 0           | Londra - Stamford Bridge         | 7.000      |
| 1910     | Brighton (1)                        | 5 settembre  | Aston Villa                  | Brighton                 | 0 - 1           | Londra - Stamford Bridge         | 15.000     |
| 1911     | Manchester Utd (2)                  | 25 settembre | Manchester Utd               | Swindon Town             | 8 - 4           | Londra - Stamford Bridge         | 12.000     |
| 1912     | Blackburn Rovers (1)                | 4 maggio     | Blackburn Rovers             | QPR                      | 2 - 1           | Londra - White Hart Lane         | 7.100      |
| 1913     | Inghilterra (professionisti) (1)    | 6 ottobre    | Inghilterra (professionisti) | Inghilterra (dilettanti) | 7 - 2           | Londra - The Den                 | 15.000     |
| 1920     | West Bromwich (1)                   | 15 maggio    | West Bromwich                | Tottenham                | 2 - 0           | Londra - White Hart Lane         | 38.168     |
| 1921     | Tottenham (1)                       | 16 maggio    | Burnley                      | Tottenham                | 0 - 2           | Londra - White Hart Lane         | 18.000     |
| 1922     | Huddersfield Town (1)               | 10 maggio    | Liverpool                    | Huddersfield Town        | 0 - 1           | Manchester - Old Trafford        | 20.000     |
| 1923     | Inghilterra (professionisti) (2)    | 8 ottobre    | Inghilterra (professionisti) | Inghilterra (dilettanti) | 2 - 0           | Londra - Stamford Bridge         | 11.000     |
| 1924     | Inghilterra (professionisti) (3)    | 6 ottobre    | Inghilterra (professionisti) | Inghilterra (dilettanti) | 3 - 1           | Londra - Stamford Bridge         | 10.000     |
| 1925     | Inghilterra (dilettanti) (1)        | 5 ottobre    | Inghilterra (professionisti) | Inghilterra (dilettanti) | 1 - 6           | Londra - White Hart Lane         | 5.000      |
| 1926     | Inghilterra (dilettanti) (2)        | 6 ottobre    | Inghilterra (professionisti) | Inghilterra (dilettanti) | 3 - 6           | Manchester - Maine Road          | 1.500      |
| 1927     | Cardiff City (1)                    | 12 ottobre   | Corinthian                   | Cardiff City             | 1 - 2           | Londra - Stamford Bridge         | 16.500     |
| 1928     | Everton (1)                         | 24 ottobre   | Everton                      | Blackburn Rovers         | 2 - 1           | Manchester - Old Trafford        | 4.000      |
| 1929     | Inghilterra (professionisti) (4)    | 7 ottobre    | Inghilterra (professionisti) | Inghilterra (dilettanti) | 3 - 0           | Londra - The Den                 | 6.000      |
| 1930     | Arsenal (1)                         | 8 ottobre    | Sheffield Weds               | Arsenal                  | 1 - 2           | Londra - Stamford Bridge         | 18.000     |
| 1931     | Arsenal (2)                         | 7 ottobre    | Arsenal                      | West Bromwich            | 1 - 0           | Birmingham - Villa Park          | 21.267     |
| 1932     | Everton (2)                         | 12 ottobre   | Everton                      | Newcastle Utd            | 5 - 3           | Newcastle - St James' Park       | 15.000     |
| 1933     | Arsenal (3)                         | 18 ottobre   | Arsenal                      | Everton                  | 3 - 0           | Liverpool - Goodison Park        | 20.000     |
| 1934     | Arsenal (4)                         | 28 novembre  | Arsenal                      | Manchester City          | 4 - 0           | Londra - Highbury                | 10.888     |
| 1935     | Sheffield Weds (1)                  | 23 ottobre   | Arsenal                      | Sheffield Weds           | 0 - 1           | Londra - Highbury                | 13.500     |
| 1936     | Sunderland (1)                      | 28 ottobre   | Sunderland                   | Arsenal                  | 2 - 1           | Sunderland - Roker Park          | 30.000     |
| 1937     | Manchester City (1)                 | 3 novembre   | Manchester City              | Sunderland               | 2 - 0           | Manchester - Maine Road          | 14.000     |
| 1938     | Arsenal (5)                         | 26 settembre | Arsenal                      | Preston N.E.             | 2 - 1           | Londra - Highbury                | 35.000     |
| 1948     | Arsenal (6)                         | 6 ottobre    | Arsenal                      | Manchester Utd           | 4 - 3           | Londra - Highbury                | 31.000     |
| 1949     | Portsmouth (1) Wolverhampton (1)    | 19 ottobre   | Portsmouth                   | Wolverhampton            | 1 - 1           | Londra - Highbury                | 35.140     |
| 1950     | Inghilterra (professionisti) (5)    | 20 settembre | Inghilterra (professionisti) | Inghilterra (dilettanti) | 4 - 2           | Londra - Stamford Bridge         | 38.468     |
| 1951     | Tottenham (2)                       | 24 settembre | Tottenham                    | Newcastle Utd            | 2 - 1           | Londra - White Hart Lane         | 27.760     |
| 1952     | Manchester Utd (3)                  | 24 settembre | Manchester Utd               | Newcastle Utd            | 4 - 2           | Manchester - Old Trafford        | 11.381     |
| 1953     | Arsenal (7)                         | 12 ottobre   | Arsenal                      | Blackpool                | 3 - 1           | Londra - Highbury                | 39.853     |
| 1954     | Wolverhampton (2) West Bromwich (2) | 29 settembre | Wolverhampton                | West Bromwich            | 4 - 4           | Wolverhampton - Molineux Stadium | 45.035     |
| 1955     | Chelsea (1)                         | 14 settembre | Chelsea                      | Newcastle Utd            | 3 - 0           | Londra - Stamford Bridge         | 12.802     |
| 1956     | Manchester Utd (4)                  | 24 ottobre   | Manchester City              | Manchester Utd           | 0 - 1           | Manchester - Maine Road          | 30.495     |
| 1957     | Manchester Utd (5)                  | 22 ottobre   | Manchester Utd               | Aston Villa              | 4 - 0           | Manchester - Old Trafford        | 27.923     |
| 1958     | Bolton (1)                          | 6 ottobre    | Wolverhampton                | Bolton                   | 1 - 4           | Bolton - Burnden Park            | 36.029     |
| 1959     | Wolverhampton (3)                   | 15 agosto    | Wolverhampton                | Nottingham Forest        | 3 - 1           | Wolverhampton - Molineux Stadium | 39.834     |
| 1960     | Burnley (1) Wolverhampton (4)       | 13 agosto    | Burnley                      | Wolverhampton            | 2 - 2           | Burnley - Turf Moor              | 19.873     |
| 1961     | Tottenham (3)                       | 12 agosto    | Tottenham                    | FA XI                    | 3 - 2           | Londra - White Hart Lane         | 36.593     |
| 1962     | Tottenham (4)                       | 11 agosto    | Ipswich Town                 | Tottenham                | 1 - 5           | Ipswich - Portman Road           | 20.067     |
| 1963     | Everton (3)                         | 17 agosto    | Everton                      | Manchester Utd           | 4 - 0           | Liverpool - Goodison Park        | 54.844     |
| 1964     | Liverpool (1) West Ham Utd (1)      | 15 agosto    | Liverpool                    | West Ham Utd             | 2 - 2           | Liverpool - Anfield              | 38.858     |
| 1965     | Manchester Utd (6) Liverpool (2)    | 14 agosto    | Manchester Utd               | Liverpool                | 2 - 2           | Manchester - Old Trafford        | 48.502     |
| 1966     | Liverpool (3)                       | 13 agosto    | Liverpool                    | Everton                  | 1 - 0           | Liverpool - Goodison Park        | 63.329     |
| 1967     | Manchester Utd (7) Tottenham (5)    | 12 agosto    | Manchester Utd               | Tottenham                | 3 - 3           | Manchester - Old Trafford        | 54.106     |
| 1968     | Manchester City (2)                 | 3 agosto     | Manchester City              | West Bromwich            | 6 - 1           | Manchester - Maine Road          | 35.510     |
| 1969     | Leeds Utd (1)                       | 2 agosto     | Leeds Utd                    | Manchester City          | 2 - 1           | Leeds - Elland Road              | 39 835     |
| 1970     | Everton (4)                         | 8 agosto     | Everton                      | Chelsea                  | 2 - 1           | Londra - Stamford Bridge         | 43.547     |
| 1971     | Leicester City (1)                  | 7 agosto     | Leicester City               | Liverpool                | 1 - 0           | Leicester - Filbert Street       | 25 014     |
| 1972     | Manchester City (3)                 | 5 agosto     | Manchester City              | Aston Villa              | 1 - 0           | Birmingham - Villa Park          | 23.988     |
| 1973     | Burnley (2)                         | 18 agosto    | Manchester City              | Burnley                  | 0 - 1           | Manchester - Maine Road          | 23.988     |
| 1974     | Liverpool (4)                       | 10 agosto    | Leeds Utd                    | Liverpool                | 1 - 1 (5-6 dtr) | Londra - Wembley Stadium         | 67.000     |
| 1975     | Derby County (1)                    | 9 agosto     | Derby County                 | West Ham Utd             | 2 - 0           | Londra - Wembley Stadium         | 59.000     |
| 1976     | Liverpool (5)                       | 14 agosto    | Liverpool                    | Southampton              | 1 - 0           | Londra - Wembley Stadium         | 76.500     |
| 1977     | Liverpool (6) Manchester Utd (8)    | 13 agosto    | Liverpool                    | Manchester Utd           | 0 - 0           | Londra - Wembley Stadium         | 82.000     |
| 1978     | Nottingham Forest (1)               | 12 agosto    | Nottingham Forest            | Ipswich Town             | 5 - 0           | Londra - Wembley Stadium         | 68.000     |
| 1979     | Liverpool (7)                       | 11 agosto    | Liverpool                    | Arsenal                  | 3 - 1           | Londra - Wembley Stadium         | 92.000     |
| 1980     | Liverpool (8)                       | 9 agosto     | Liverpool                    | West Ham Utd             | 1 - 0           | Londra - Wembley Stadium         | 90.000     |
| 1981     | Aston Villa (1) Tottenham (6)       | 22 agosto    | Aston Villa                  | Tottenham                | 2 - 2           | Londra - Wembley Stadium         | 92.500     |
| 1982     | Liverpool (9)                       | 21 agosto    | Liverpool                    | Tottenham                | 1 - 0           | Londra - Wembley Stadium         | 82.500     |
| 1983     | Manchester Utd (9)                  | 20 agosto    | Liverpool                    | Manchester Utd           | 0 - 2           | Londra - Wembley Stadium         | 92.000     |
| 1984     | Everton (5)                         | 18 agosto    | Liverpool                    | Everton                  | 0 - 1           | Londra - Wembley Stadium         | 100.000    |
| 1985     | Everton (6)                         | 10 agosto    | Everton                      | Manchester Utd           | 2 - 0           | Londra - Wembley Stadium         | 82.000     |
| 1986     | Liverpool (10) Everton (7)          | 16 agosto    | Liverpool                    | Everton                  | 1 - 1           | Londra - Wembley Stadium         | 88.231     |
| 1987     | Everton (8)                         | 1º agosto    | Everton                      | Coventry City            | 1 - 0           | Londra - Wembley Stadium         | 88.000     |
| 1988     | Liverpool (11)                      | 20 agosto    | Liverpool                    | Wimbledon FC             | 2 - 1           | Londra - Wembley Stadium         | 54.887     |
| 1989     | Liverpool (12)                      | 12 agosto    | Arsenal                      | Liverpool                | 0 - 1           | Londra - Wembley Stadium         | 63.149     |
| 1990     | Liverpool (13) Manchester Utd (10)  | 18 agosto    | Liverpool                    | Manchester Utd           | 1 - 1           | Londra - Wembley Stadium         | 66.558     |
| 1991     | Arsenal (8) Tottenham (7)           | 10 agosto    | Arsenal                      | Tottenham                | 0 - 0           | Londra - Wembley Stadium         | 65.483     |
| 1992     | Leeds Utd (2)                       | 9 agosto     | Leeds Utd                    | Liverpool                | 4 - 3           | Londra - Wembley Stadium         | 61.291     |
| 1993     | Manchester Utd (11)                 | 7 agosto     | Manchester Utd               | Arsenal                  | 1 - 1 (5-4 dtr) | Londra - Wembley Stadium         | 66.519     |
| 1994     | Manchester Utd (12)                 | 14 agosto    | Manchester Utd               | Blackburn Rovers         | 2 - 0           | Londra - Wembley Stadium         | 60.402     |
| 1995     | Everton (9)                         | 13 agosto    | Blackburn Rovers             | Everton                  | 0 - 1           | Londra - Wembley Stadium         | 40.149     |
| 1996     | Manchester Utd (13)                 | 11 agosto    | Manchester Utd               | Newcastle Utd            | 4 - 0           | Londra - Wembley Stadium         | 73.214     |
| 1997     | Manchester Utd (14)                 | 3 agosto     | Manchester Utd               | Chelsea                  | 1 - 1 (4-2 dtr) | Londra - Wembley Stadium         | 73.636     |
| 1998     | Arsenal (9)                         | 9 agosto     | Arsenal                      | Manchester Utd           | 3 - 0           | Londra - Wembley Stadium         | 67.342     |
| 1999     | Arsenal (10)                        | 1º agosto    | Manchester Utd               | Arsenal                  | 1 - 2           | Londra - Wembley Stadium         | 70.185     |
| 2000     | Chelsea (2)                         | 13 agosto    | Manchester Utd               | Chelsea                  | 0 - 2           | Londra - Wembley Stadium         | 65.148     |
| 2001     | Liverpool (14)                      | 18 agosto    | Manchester Utd               | Liverpool                | 1 - 2           | Cardiff - Millennium Stadium     | 70.277     |
| 2002     | Arsenal (11)                        | 11 agosto    | Arsenal                      | Liverpool                | 1 - 0           | Cardiff - Millennium Stadium     | 67.337     |
| 2003     | Manchester Utd (15)                 | 10 agosto    | Manchester Utd               | Arsenal                  | 1 - 1 (4-3 dtr) | Cardiff - Millennium Stadium     | 59.923     |
| 2004     | Arsenal (12)                        | 8 agosto     | Arsenal                      | Manchester Utd           | 3 - 1           | Cardiff - Millennium Stadium     | 63.317     |
| 2005     | Chelsea (3)                         | 7 agosto     | Chelsea                      | Arsenal                  | 2 - 1           | Cardiff - Millennium Stadium     | 58.014     |
| 2006     | Liverpool (15)                      | 13 agosto    | Chelsea                      | Liverpool                | 1 - 2           | Cardiff - Millennium Stadium     | 56.275     |
| 2007     | Manchester Utd (16)                 | 5 agosto     | Manchester Utd               | Chelsea                  | 1 - 1 (3-0 dtr) | Londra - Wembley Stadium         | 80.731     |
| 2008     | Manchester Utd (17)                 | 5 agosto     | Manchester Utd               | Portsmouth               | 0 - 0 (3-1 dtr) | Londra - Wembley Stadium         | 84.808     |
| 2009     | Chelsea (4)                         | 9 agosto     | Manchester Utd               | Chelsea                  | 2 - 2 (1-4 dtr) | Londra - Wembley Stadium         | 85.896     |
| 2010     | Manchester Utd (18)                 | 8 agosto     | Chelsea                      | Manchester Utd           | 1 - 3           | Londra - Wembley Stadium         | 84.623     |
| 2011     | Manchester Utd (19)                 | 7 agosto     | Manchester Utd               | Manchester City          | 3 - 2           | Londra - Wembley Stadium         | 77.169     |
| 2012     | Manchester City (4)                 | 12 agosto    | Manchester City              | Chelsea                  | 3 - 2           | Birmingham - Villa Park          | 36.394     |
| 2013     | Manchester Utd (20)                 | 11 agosto    | Manchester Utd               | Wigan                    | 2 - 0           | Londra - Wembley Stadium         | 80.235     |
| 2014     | Arsenal (13)                        | 10 agosto    | Manchester City              | Arsenal                  | 0 - 3           | Londra - Wembley Stadium         | 71.523     |
| 2015     | Arsenal (14)                        | 2 agosto     | Chelsea                      | Arsenal                  | 0 - 1           | Londra - Wembley Stadium         | 85.437     |
| 2016     | Manchester Utd (21)                 | 7 agosto     | Leicester City               | Manchester Utd           | 1 - 2           | Londra - Wembley Stadium         | 85.437     |
| 2017     | Arsenal (15)                        | 6 agosto     | Chelsea                      | Arsenal                  | 1 - 1 (1-4 dtr) | Londra - Wembley Stadium         | 83.325     |
| 2018     | Manchester City (5)                 | 5 agosto     | Manchester City              | Chelsea                  | 2 - 0           | Londra - Wembley Stadium         | 72.724     |
| 2019     | Manchester City (6)                 | 4 agosto     | Manchester City              | Liverpool                | 1 - 1 (5-4 dtr) | Londra - Wembley Stadium         | 77.565     |
| 2020     | Arsenal (16)                        | 29 agosto    | Liverpool                    | Arsenal                  | 1 - 1 (4-5 dtr) | Londra - Wembley Stadium         | 0          |
| 2021     | Leicester City (2)                  | 7 agosto     | Manchester City              | Leicester City           | 0 - 1           | Londra - Wembley Stadium         | 45.602     |
| 2022     | Liverpool (16)                      | 30 luglio    | Manchester City              | Liverpool                | 1 - 3           | Leicester - King Power Stadium   | 28.545     |
| 2023     | Arsenal (17)                        | 6 agosto     | Manchester City              | Arsenal                  | 1 - 1 (1-4 dtr) | Londra - Wembley Stadium         | 81.145     |
| 2024     | Manchester City (7)                 | 10 agosto    | Manchester City              | Manchester Utd           | 1 - 1 (7-6 dtr) | Londra - Wembley Stadium         | 78.146     |
| 2025     | Crystal Palace (1)                  | 10 agosto    | Liverpool                    | Crystal Palace           | 2 - 2 (2-3 dtr) | Londra - Wembley Stadium         | 82.645     |

## Vittorie per squadra

### Club
| Squadra           | Vittorie | Sconfitte | Edizioni vinte | Edizioni perse                                             |
| ----------------- | -------- | --------- | --- | ---------------------------------------------------------- |
| Manchester Utd    | 21 (4)   | 10        | 1908, 1911, 1952, 1956, 1957, 1965, 1967,1977, 1983, 1990, 1993, 1994, 1996, 1997, 2003, 2007, 2008, 2010, 2011, 2013, 2016 | 1948, 1963, 1985, 1998, 1999, 2000, 2001, 2004, 2009, 2024 |
| Arsenal           | 17 (1)   | 7         | 1930, 1931, 1933, 1934, 1938, 1948, 1953, 1991, 1998, 1999, 2002, 2004, 2014, 2015, 2017, 2020, 2023                        | 1935, 1936, 1979, 1989, 1993, 2003, 2005                   |
| Liverpool         | 16 (5)   | 9         | 1964, 1965, 1966, 1974, 1976, 1977,1979, 1980, 1982, 1986, 1988, 1989, 1990,2001, 2006, 2022                                | 1922, 1971, 1983, 1984, 1992, 2002, 2019, 2020, 2025       |
| Everton           | 9 (1)    | 2         | 1928, 1932, 1963, 1970, 1984, 1985, 1986,1987, 1995                                                                         | 1933, 1966                                                 |
| Manchester City   | 7        | 9         | 1937, 1968, 1972, 2012, 2018, 2019, 2024                                                                                    | 1934, 1956, 1969, 1973, 2011, 2014, 2021, 2022, 2023       |
| Tottenham         | 7 (3)    | 2         | 1921, 1951, 1961, 1962, 1967, 1981, 1991                                                                                    | 1920, 1982                                                 |
| Chelsea           | 4        | 9         | 1955, 2000, 2005, 2009 | 1970, 1997, 2006, 2007, 2010, 2012 2015, 2017, 2018        |
| Wolverhampton     | 4 (3)    | 1         | 1949, 1954, 1959, 1960 | 1958                                                       |
| Leeds Utd         | 2        | 1         | 1969, 1992 | 1974                                                       |
| Leicester City    | 2        | 1         | 1971, 2021 | 2016                                                       |
| Burnley           | 2 (1)    | 1         | 1960, 1973 | 1921                                                       |
| West Bromwich     | 2 (1)    | 2         | 1920, 1954 | 1931, 1968                                                 |
| Blackburn Rovers  | 1        | 3         | 1912 | 1928, 1994, 1995                                           |
| Newcastle Utd     | 1        | 5         | 1909 | 1932, 1951, 1952, 1955, 1996                               |
| Nottingham Forest | 1        | 1         | 1978 | 1959                                                       |
| Sheffield Weds    | 1        | 1         | 1935 | 1930                                                       |
| Sunderland        | 1        | 1         | 1936 | 1937                                                       |
| Aston Villa       | 1 (1)    | 3         | 1981 | 1910, 1957, 1972                                           |
| Portsmouth        | 1 (1)    | 1         | 1949 | 2008                                                       |
| West Ham Utd      | 1 (1)    | 2         | 1964 | 1975, 1980                                                 |
| Bolton            | 1        | -         | 1958 | -                                                          |
| Brighton          | 1        | -         | 1910 | -                                                          |
| Cardiff City      | 1        | -         | 1927 | -                                                          |
| Derby County      | 1        | -         | 1975 | -                                                          |
| Huddersfield Town | 1        | -         | 1922 | -                                                          |
| Crystal Palace    | 1        | -         | 2025 | -                                                          |
| QPR               | -        | 2         | - | 1908, 1912                                                 |
| Ipswich Town      | -        | 2         | - | 1962, 1979                                                 |
| Northampton Town  | -        | 1         | - | 1909                                                       |
| Swindon Town      | -        | 1         | - | 1911                                                       |
| Corinthian        | -        | 1         | - | 1927                                                       |
| Preston N.E.      | -        | 1         | - | 1938                                                       |
| Blackpool         | -        | 1         | - | 1953                                                       |
| Southampton       | -        | 1         | - | 1976                                                       |
| Coventry City     | -        | 1         | - | 1987                                                       |
| Wimbledon FC      | -        | 1         | - | 1988                                                       |
| Wigan             | -        | 1         | - | 2013                                                       |

### Club affiliati alla FA
| Squadra                      | Vittorie | Sconfitte | Edizioni vinte               | Edizioni perse               |
| ---------------------------- | -------- | --------- | ---------------------------- | ---------------------------- |
| Inghilterra (professionisti) | 5        | 2         | 1913, 1923, 1924, 1929, 1950 | 1925, 1926                   |
| Inghilterra (dilettanti)     | 2        | 5         | 1925, 1926                   | 1913, 1923, 1924, 1929, 1950 |
| FA XI                        | -        | 1         | -                            | 1961                         |

## Record
- La squadra che ha vinto il maggior numero di Community Shield è il Manchester Utd, che si è aggiudicato 21 titoli dal 1908 ad oggi, di cui quattro condivisi.
- La partita con il maggior numero di reti realizzate è stata quella del 1911, che vide contrapporsi il Manchester Utd e lo Swindon Town, terminata con il punteggio di 8-4.
- Il calciatore che ha vinto il maggior numero di Community Shield è il gallese Ryan Giggs, che ha conquistato 10 titoli dal 1993 al 2013, tutti con la maglia del Manchester Utd. Giggs detiene anche il record di presenze nella competizione (14).
- La squadra che ha vinto il maggior numero di Community Shield consecutivi è l'Everton, con quattro trionfi dal 1984 al 1987 (quello del 1986 fu condiviso con il Liverpool).
- La squadra che ha perso il maggior numero di Community Shield consecutivi è il Manchester Utd, con quattro sconfitte dal 1998 al 2001. I Red Devils detengono anche il record per il maggior numero di partecipazioni consecutive alla competizione (dal 1996 al 2001).